# Rolands Bērziņš
Rolands Bērziņš (també citat com a Roland Berzinsh; Riga, 14 de gener de 1975), és un jugador d'escacs letó que té el títol de Mestre Internacional des de 1993. Es va graduar en psicologia per la Universitat de Letònia.
A la llista d'Elo de la FIDE del desembre de 2021, hi tenia un Elo de 2377 punts, cosa que en feia el jugador número 13 (en actiu) de Letònia. El seu màxim Elo va ser de 2478 punts, a la llista de juliol de 2001 (posició 758 al rànquing mundial).

## Resultats destacats en competició
Bērziņš ha estat subcampió de Letònia el 2003 (el campió fou Ievgueni Svéixnikov) i tercer el 2002 (el guanyador fou Ilmārs Starostīts). En torneigs internacionals, els seus millors resultats han estat un 1r lloc a Prievidza (Eslovàquia) el 1998, 1r a Berna (Suïssa) el 1999, 2n a Tampere (Finlàndia) el 1999, 2n a Hamburg (Alemanya) el 2000, i 1r a Norderstedt (Alemanya) el 2000.
El 2002 guanyà la III edició de l'Obert Internacional d'Escacs de Figueres Miquel Mas.
El desembre de 2015 a Panevėžys fou campió de l'Obert de Lituània d'escacs ràpids amb 9 punts d'11, mig punt per davant de Kirill Stupak, Vidmantas Mališauskas, Tigran L. Petrosyan, Matiss Mustaps i Aloyzas Kveinys.

### Participació en competicions per equips
Rolands Bērziņš ha jugat representant Letònia al Campionat d'Europa d'escacs per equips:
- El 1992, al tauler suplent a Debrecen (+1, =5, -1);

Bērziņš també ha representat Letònia a les olimpíades d'escacs:
- El 2002, al primer tauler suplent a la 35a Olimpíada a Bled (+2, =3, -5).

## Partides notables
- Roland Berzinsh vs Josef Pribyl Czech Extra League 2000-1 2001 Trencant una posició tancada amb un sacrifici.
- Roland Berzinsh vs Viesturs Meijers Latvia 1995 Interessant miniatura.
- Eduard Meduna vs Roland Berzinsh Czech Extra League 2000-1 2001 Final amb ofegat.